# Сейнт Чарлс
Сейнт Чарлс (на английски: St. Charles) е град в окръг Беър Лейк, щата Айдахо, САЩ. Сейнт Чарлс е с население от 156 жители (2000) и обща площ от 1,6 km². Намира се на 1818 m надморска височина. Телефонният му код е 208.